# Saint-Genis-du-Bois
Saint-Genis-du-Bois är en kommun i departementet Gironde i regionen Nouvelle-Aquitaine i sydvästra Frankrike. Kommunen ligger i kantonen Targon som tillhör arrondissementet Langon. År 2022 hade Saint-Genis-du-Bois 86 invånare.

## Befolkningsutveckling
Antalet invånare i kommunen Saint-Genis-du-Bois
Referens:INSEE